# Chương trình Trợ giáo Chiến thuật cho Chiến đấu cơ Hải quân Hoa Kỳ

Phù hiệu tốt nghiệp NFWS

Chương trình Trợ giáo Chiến thuật cho Chiến đấu cơ Hải quân Hoa Kỳ (United States Navy Strike Fighter Tactics Instructor program) hay Chương trình SFTI, thường được gọi là TOPGUN, là chương trình giáo dục các chiến thuật và kĩ thuật máy bay chiến đấu cho phi công hải quân được tuyển chọn, là những quân nhân trở lại đơn vị hoạt động với tư cách là sĩ quan hướng dẫn thay thế. Chương trình bắt đầu với tên gọi Trường Vũ khí Chiến đấu cơ Hải quân Hoa Kỳ, thành lập vào ngày 3 tháng 3 năm 1969, tại Căn cứ Không lực Hải quân Miramar trước đây ở San Diego, California. Năm 1996, ngôi trường được sáp nhập vào Trung tâm Đánh không và Đánh biển tại Căn cứ Không lực Hải quân Fallon, Nevada.

## Lịch sử

### Khởi nguyên
Năm 1968, Đô đốc Thomas Hinman Moorer, Chủ nhiệm tác chiến Hải quân (CNO), lệnh cho Đại úy Frank Ault nghiên cứu những vấn đề còn tồn đọng trên các tên lửa không đối không của Hoa Kỳ, được sử dụng trong chiến sự trên bầu trời miền Bắc Việt Nam. Chiến dịch Sấm Rền, kéo dài từ ngày 2 tháng 3 năm 1965 đến ngày 1 tháng 11 năm 1968, đã chứng kiến gần 1.000 máy bay Mỹ chịu thiệt hại trong khoảng một triệu lần xuất kích. Sấm Rền trở thành một thử nghiệm Rorschach cho cả Hải quân và Không quân, đã đưa ra những kết luận gần như trái ngược nhau.

### Trường Vũ khí Chiến đấu cơ
Trường Vũ khí Chiến đấu cơ Hải quân Hoa Kỳ được thành lập vào ngày 3 tháng 3 năm 1969, tại Căn cứ Không lực Hải quân Miramar, California. Đặt dưới quyền điều khiển của phi đội VF-121 "Pacemakers", một đơn vị thuộc Phi đoàn Thay thế (RAG) trang bị máy bay F-4 Phantom, ngôi trường mới này nhận được tài trợ và nguồn lực tương đối ít ỏi. Nhân sự bao gồm tám huấn luyện viên F-4 Phantom II từ phi đội VF-121 và một sĩ quan tình báo do sĩ quan phụ trách đầu tiên của trường là Trung úy Dan Pedersen, Hải quân, tuyển chọn. Cùng nhau, các phi công F-4 Darrell Gary, Mel Holmes, Jim Laing, John Nash, Jim Ruliffson, Jerry Sawatzky, J. C. Smith, Steve Smith, và sĩ quan tình báo hải quân Wayne Hildebrand, đã xây dựng nên giáo trình của Trường Vũ khí Chiến đấu cơ Hải quân từ buổi đầu. Nhằm hỗ trợ các hoạt động của mình, họ đã mượn máy bay từ đơn vị mẹ và các đơn vị khác dựa trên Miramar, chẳng hạn như phi đội hỗn hợp VC-7 và Phi đội tiêm kích  VF-126. "Trụ sở" đầu tiên của trường tại Miramar là nằm trong một cỗ xe kéo mô-đun đánh cắp được.
Theo lịch sử chỉ huy năm 1973 của Trường Vũ khí Chiến đấu cơ Hải quân, mục đích của đơn vị là "đào tạo các phi hành đoàn chiến đấu ở trình độ sau đại học về tất cả các khía cạnh của hệ thống vũ khí, bao gồm chiến thuật, kĩ thuật, quy trình và học thuyết. Phục vụ cho việc xây dựng hạt nhân của các phi hành đoàn chiến đấu có kiến thức xuất sắc để xây dựng, hướng dẫn và nâng cao các chu trình huấn luyện vũ khí, cũng như hiệu suất của phi hành đoàn sau này. Nhóm người được lựa chọn này hoạt động với tư cách là các chuyên gia vũ khí định hướng hoạt động tốt nhất của cộng đồng máy bay F-4. Những nỗ lực của TOPGUN là dành riêng cho các phi hành đoàn chiến đấu chuyên nghiệp của Hải quân, trong quá khứ, hiện tại và Tương lai."
Các giảng viên có trình độ chuyên môn cao là một yếu tố cần thiết cho sự thành công của TOPGUN. Những hướng dẫn viên tầm thường thì không thể nào giữ được tinh thần chú ý của các học viên tài năng. Giảng viên TOPGUN là những nhà chiến thuật tiêm kích am hiểu rộng, được chỉ định cho một hoặc nhiều lĩnh vực chuyên môn cụ thể, chẳng hạn như một loại vũ khí, mối đe dọa hoặc chiến thuật cụ thể. Mọi giảng viên đều phải trở thành một chuyên gia trong các kĩ thuật đào tạo hiệu quả. Tất cả các bài giảng đã được đưa ra mà không có ghi chú sau khi được sàng lọc bởi một "murder board" khét tiếng gồm những nhà phê bình, những người mà sẽ chỉ ra các điểm mơ hồ, hay các khái niệm thiếu sót trong bản trình bày dự thảo. Chương trình học luôn luôn ở trạng thái thay đổi liên tục dựa trên những phê bình trong lớp, và tích hợp phát triển các chiến thuật sử dụng hệ thống mới để chống lại mọi mối đe dọa đang nổi lên. Các giảng viên thường dành năm đầu tiên của họ để nhân sự có thể học cách trở thành một phần tử đem lại hiệu quả trong môi trường đào tạo.
TOPGUN ban đầu vận hành phi cơ Douglas A-4 Skyhawk và mượn thêm Northrop T-38 Talon của Không quân Hoa Kỳ để có thể mô phỏng các đặc tính bay của những loại MiG-17 và MiG-21 tương ứng. Trường cũng sử dụng phi đoàn Grumman A-6 Intruder của Thủy quân lục chiến và máy bay Convair F-106 Delta Dart mỗi khi có sẵn. Các máy bay đối thủ sau này gồm IAI Kfir và General Dynamics F-16 Fighting Falcon; cũng như loại T-38 thì thay thế bằng Northrop F-5E và F-5F Tiger II.
Ngoài kĩ năng điều động, kiến thức về hệ thống vũ khí được công nhận là quan trọng. Thì kiến thức về hệ thống vũ khí được xác định là một chủ đề chung trong số 4% phi công quân sự trong Chiến tranh thế giới thứ hai, những người mà chiếm 40% số máy bay địch bị phá hủy. Sự phức tạp của các hệ thống vũ khí hiện đại đòi hỏi phải nghiên cứu cực kĩ lưỡng mới đạt được tiềm năng thiết kế.
Nhà văn người Anh Rowland White cho rằng ngôi trường ban đầu bị ảnh hưởng bởi một hội nhóm, gồm hàng chục huấn luyện viên bay từ Fleet Air Arm của Anh, những người mà được chỉ định đến Miramar với tư cách là trao đổi phi công, cũng từng là hướng dẫn viên trong phi đội VF-121. Tờ báo Anh, The Daily Telegraph, tuyên bố trong một tiêu đề năm 2009, rằng "Học viện phi công lái chiến đấu cơ Top Gun của Mỹ do người Anh lập nên." Tuy nhiên, các phi công hải quân Anh được đề cập trong bài báo thì xác nhận rằng tuyên bố này là sai, họ chẳng có vai trò gì trong việc tạo ra chương trình giảng dạy này, cũng như không hề có quyền can dự vào các chương trình đã được phân loại mà giảng viên TOPGUN tham gia hòng tinh chỉnh nó. Một chương trình huấn luyện chiến đấu không-đối-không của Hải quân Hoa Kỳ trước đây là Đơn vị Phòng không Hạm đội Hải quân Hoa Kỳ (hay FAGU) đã cung cấp mọi hoạt động huấn luyện không chiến cho các Phi công Hải quân ngay từ đầu những năm 1950 cho đến năm 1960. Nhưng rồi tồn tại sự thay đổi về mặt học thuyết, là do những tiến bộ trong tên lửa, radar, công nghệ điều khiển hỏa lực, góp phần tạo nên niềm tin rằng thời đại của không chiến tuần vòng cổ điển đã kết thúc, dẫn đến việc nó bị vô hiệu hóa, cùng sự suy giảm nghiêm trọng về trình độ chiến đấu không đối không của Hoa Kỳ đã trở nên quá rõ ràng trong Chiến tranh Việt Nam. Các phi công dày dạn kinh nghiệm trong đội ngũ giảng viên đầu tiên tại TOPGUN chính là những cựu sinh viên từ FAGU.
Trong thời gian tạm dừng chiến dịch ném bom vào miền Bắc Việt Nam (có hiệu lực từ năm 1968 đến đầu những năm 1970), TOPGUN đã khẳng định mình là một trung tâm xuất sắc về học thuyết, chiến thuật và huấn luyện máy bay chiến đấu. Vào thời điểm hoạt động trên bầu trời miền Bắc được tiếp tục, hầu hết các phi đội Hải quân đã tốt nghiệp TOPGUN. Theo Hải quân Hoa Kỳ, kết quả rất ấn tượng. Tỉ lệ thiệt hại của Hải quân so với các máy bay MiG của Không quân Việt Nam Dân chủ Cộng hoà (NVAF) đã tăng vọt từ 2,42:1 lên 12,5:1, trong khi Không quân Hoa Kỳ thì đã không hề thực hiện một chương trình huấn luyện tương tự nào, tỉ lệ tiêu diệt của họ thực sự tồi tệ hơn thời gian sau khi tiếp tục ném bom, phỏng theo cuốn The Transformation of American Airpower của Benjamin Lambeth. Vào ngày 28 tháng 3 năm 1970, Trung úy Jerry Beaulier đã tốt nghiệp khóa đầu tiên của TOPGUN, ghi chiến công đầu tiên tiêu diệt một chiếc MiG của Việt Nam Dân chủ Cộng hoà từ tháng 9 năm 1968.

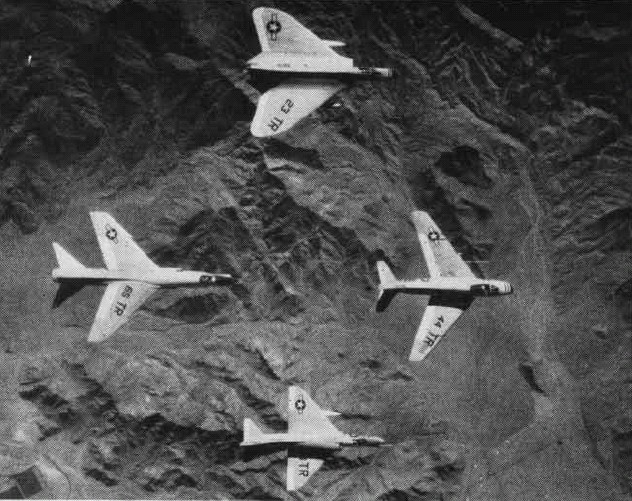
Phi cơ của Đơn vị Pháo thủ Hạm đội Hải quân Hoa Kỳ từ Cơ sở Không lực Hải quân El Centro vào cuối những năm 1950.

### Chuyển đến NSAWC
Năm 1996, chuyển giao NAS Miramar cho Thủy quân lục chiến, cùng với việc sát nhập cả TOPGUN vào Trung tâm Đánh không và Đánh biển (Naval Strike and Air Warfare Center - NSAWC) (nay là Trung tâm Phát triển Chiến đấu Không lực Hải quân - NAWDC) tại NAS Fallon, Nevada.
Năm 2011, chương trình TOPGUN đã được đưa vào Đại sảnh Danh vọng Hàng không & Vũ trụ Quốc tế tại Bảo tàng Hàng không & Vũ trụ San Diego.

## Trong văn hoá đại chúng
TOPGUN xuất hiện lần đầu tiên trên màn ảnh trong bộ phim khoa học viễn tưởng The Final Countdown năm 1980, với sự tham gia của Kirk Douglas và Martin Sheen.
Ngôi trường nổi tiếng nhờ bộ phim Top Gun năm 1986 và Top Gun: Maverick năm 2022 do Tom Cruise thủ vai chính. Theo cựu sĩ quan huấn luyện TOPGUN Guy Snodgrass, việc tham khảo Top Gun khi ở trường sẽ bị phạt 5 đô la tiền mặt ngay lập tức.